# Toni Kukoč
Pour les articles homonymes, voir Toni.
Toni Kukoč (né le 18 septembre 1968 à Split) est un joueur professionnel croate de basket-ball. Après une période très réussie dans le basket-ball européen, il est l'une des premières stars européennes à jouer dans la National Basketball Association (NBA). Il remporte le titre de sixième homme de l’année de la NBA en 1996.
Kukoč était reconnu pour sa polyvalence et sa capacité de passe. Joueur de grande taille (2,08 m), fin et ayant une grande technique, il pouvait jouer sur les 4 premiers postes, voire pivot, bien que son poste de prédilection soit ailier. Il a fait preuve d’une vision de jeu et d'un tir extérieur que l’on trouvait rarement chez les joueurs de sa taille. Avec Vasílios Spanoúlis, ils sont les seuls joueurs de l’histoire à remporter à trois reprises le titre de MVP du Final Four de l'Euroligue.
En août 2017, il est élu au FIBA Hall of Fame, puis en 2021 au Basketball Hall of Fame.

## Biographie

### Carrière en Europe
Passionné de sport depuis tout jeune, il se destine au basket-ball à seulement quatorze ans. Il rejoint le club local du Jugoplastika Split avec lequel il devient champion de Yougoslavie en 1988. Le club est ainsi invité à disputer la plus grande compétition de clubs existant en Europe, la coupe des clubs champions.

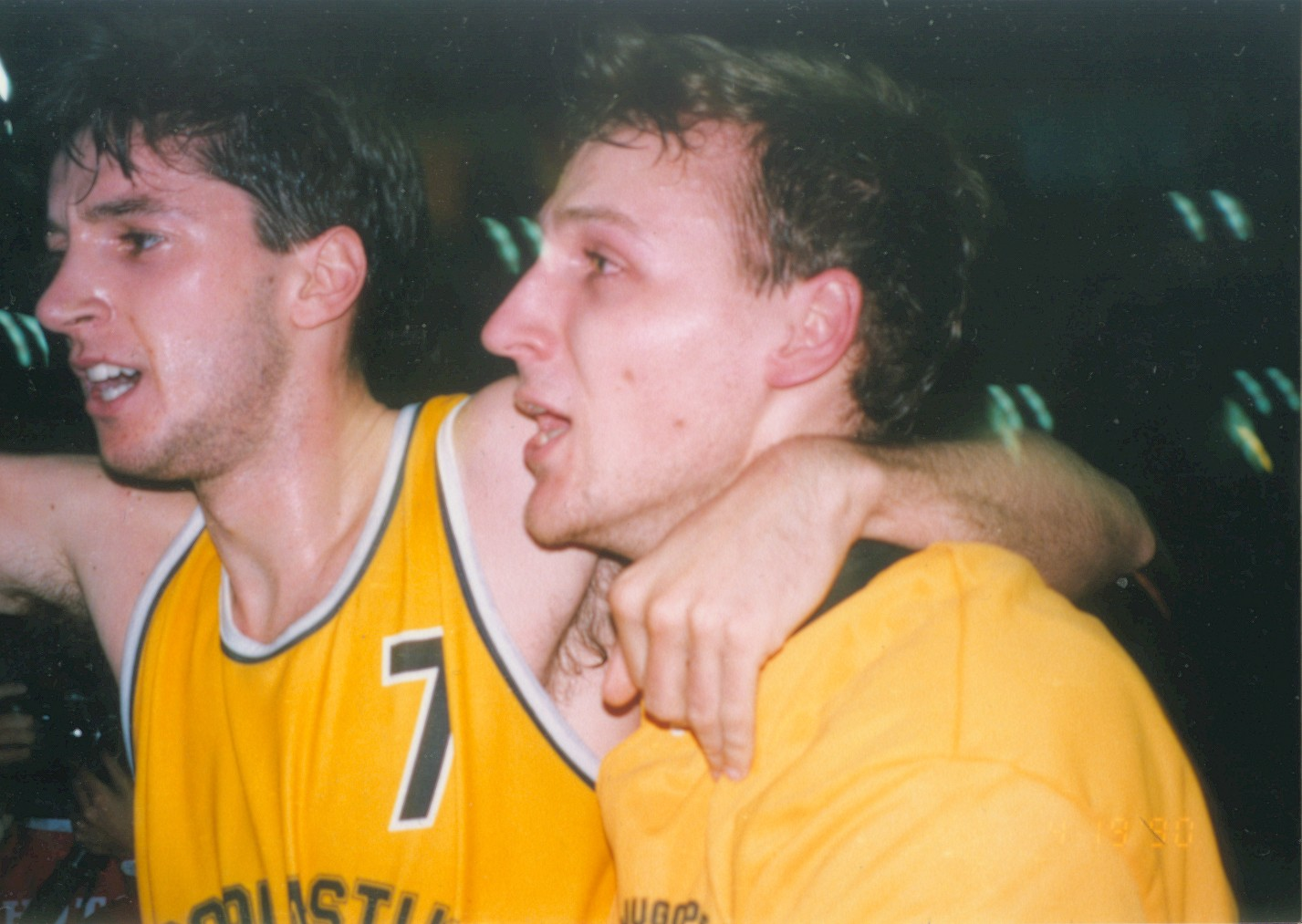
Kukoč et Rađa sous le maillot du Jugoplastika.

À la surprise de beaucoup, le Jugosplatika, entraîné par le Serbe Božidar Maljković, rejoint le Final Four de Munich. Leurs adversaires semblent nettement supérieurs et expérimentés : Barcelone avec San Epifanio, le Maccabi Tel-Aviv avec quatre très bons Américains, et les Grecs de l'Aris Salonique emmenés par l'un des plus grands marqueurs européens, Níkos Gális. Galvanisés par Božidar Maljković et son mentor, le grand entraîneur Aleksandar Nikolić : « Vous êtes la meilleure chose qu'il m'arrive dans le basket. Jouez dur, ne vous laissez pas abattre car tout le monde dit que vous êtes arrivés à Munich par accident », les jaunes non seulement ne prennent pas vingt points comme annoncé, mais remportent le match de dix points, derrière les 24 points de Toni Kukoč, bien secondé par Dusko Ivanovic avec 21 points et Dino Rađa avec 18 points. Lors de la finale, Maljković fait les ajustements sur Doron Jamchy, 19 points à la mi-temps, qui avait porté son équipe durant la première période : l'Israélien, défendu ensuite par Zoran Sretenovic ne marquera plus aucun point. Finalement, le Jugosplatika remporte son premier titre sur le score de 75 à 70, avec 18 points de Kukoč, à 7 sur 13, 5 rebonds et 3 passes.
L'année suivante, Dino Rađa, Toni Kukoč, Žan Tabak, Velimir Perasović, Luka Pavićević et le Jugosplatika atteignent de nouveau le Final Four qui se déroule en Espagne à Saragosse. En demi-finale, Jugosplatika triomphe du CSP Limoges sur le score de 101 à 83, dont 16 points de Kukoč. En finale, Split retrouve le FC Barcelone, favori de celle-ci. Dans celle-ci, Maljković surprend en ne faisant pas débuter Kukoč. Cependant, celui-ci apporte finalement vingt points, avec un 7 sur 12 aux tirs, et prend 7 rebonds. Split remporte la rencontre par 72 à 67, rencontre que Kukoč pensait ne pas pouvoir perdre : « Great team, Barcelona had a great team, but somehow, I knew there was no way we could lose that game. » Il termine également MVP du Final Four.
L'année suivante, Split, devenu Pop 84, connaît quelques bouleversements : Maljković a rejoint le championnat d'Espagne et son ancien adversaire, Barcelone. Il est remplacé sur le banc par Željko Pavličević. Rađa est parti monnayer son talent en Italie, à Rome. Goran Sobin (es) a rejoint l'Aris Salonique alors que Ivanovic est parti en Espagne. Malgré ces départs, Split retrouve pour la troisième fois consécutive le Final Four, qui se déroule à Paris. En demi-finale, Split élimine le club italien de Scavolini Pesaro sur le score de 93 à 87, avec 14 points de Kukoč. Barcelone, pour sa part, écrase le Maccabi par 101 à 67. En finale, Kukoč marque 8 points à 4 sur 14 aux tirs, 7 rebonds et deux passes décisives. Le club yougoslave remporte la rencontre sur le score de 70 à 65. Split a remporté trois titres consécutifs, exploit qui a seulement été réalisé auparavant par ASK Riga.
Kukoč remporte également le titre de champion de Yougoslavie et la Coupe de Yougoslavie.
Pour sa première saison en Italie, il conduit son équipe au titre de champion d'Italie, en triomphant en finale du Scavolini Pesaro, ce qui qualifie son club pour la prochaine Euroligue. Lors de celle-ci, le Benetton Trévise se qualifie pour le Final Four, le Benetton se voit opposer au club grec du PAOK Salonique. Les italiens remportent difficilement la rencontre sur le score de 79 à 77. Kukoč apporte 15 points, le meilleur marqueur de la rencontre étant son coéquipier Stefano Rusconi. L'adversaire de la finale est le club français du CSP Limoges, qui, à la surprise générale, a éliminé le Real Madrid où évolue Arvydas Sabonis. Le club français est dirigé par une vieille connaissance de Kukoč : Božidar Maljković. Celui-ci, qui dit ne pas posséder dans son effectif un talent comme Kukoč, impose un « basket control », basé sur la conservation du ballon et la défense. Kukoč a un rôle majeur dans le déroulement de la rencontre : il fait faute sur Jim Bilba qui marque ses deux lancers francs pour donner l'avantage aux Français. Puis, sur sa quatrième tentative à trois points, il subit l'interception de Frédéric Forte qui transmet à Jurij Zdovc qui marque deux nouveaux points pour établir le score final à 59 à 55. Kukoč termine la rencontre avec 14 points, à 4 sur 11, dont 3 sur quatre à trois points, 5 rebonds et trois passes décisives. Il termine également MVP du Final Four. 
Il termine sa saison en Italie par une seconde place en championnat d'Italie et une victoire en Coupe d'Italie.
En juin 1993, son club de Trévise annonce qu'un accord a été établi pour que Kukoč soit libéré de son contrat, qui court jusqu'en 1995.

### Carrière en NBA
C'est lors de la draft 1990 de la NBA que les Bulls de Chicago le choisissent, en 29e position. Il reste toutefois en Europe, à Split, expliquant alors son choix par le fait de rester proche de sa famille lors d'une époque politique troublée, qui débouchera finalement sur les Guerres de Yougoslavie. Une autre raison expliquant son choix est le fait qu'il ne soit pas forcément le bienvenu pour ses futurs coéquipiers : Michael Jordan aurait refusé de voir des vidéos sur Kukoč et aurait refusé de l'appeler comme le lui avait demandé Jerry Krause. De plus, Scottie Pippen a vu son renouvellement de contrat gelé en raison des négociations avec le Croate. Et les dernières expériences de joueur yougoslave ne sont pas totalement concluantes : la grande star du basket-ball croate Dražen Petrović a passé une saison à cirer le banc des Trail Blazers de Portland. Žarko Paspalj a passé une saison aux Spurs de San Antonio à 2,6 points pour 6 ½ minutes par match. Star en Europe, il ne désire pas se rendre en NBA pour rester sur le banc.
En 1993, il se décide enfin à franchir le pas, et il trouve un accord avec son club pour se libérer de son contrat. Malheureusement, son désir d'évoluer auprès de Jordan est contrarié par l'annonce de celui-ci, en octobre, de l'arrêt de sa carrière.
Pour sa première saison dans la ligue américaine, il participe à la première édition du match des rookies lors All-Star Game. Avec 10,9 points, 4,0 rebonds, et 3,4 passes décisives, il termine la saison dans le deuxième cinq des rookies. La saison des Bulls se termine en demi-finale de Conférence face aux Knicks de New York. Durant cette série, il réussit un tir à trois points qui donne la victoire au buzzer lors de la troisième rencontre.
La saison suivante, il entre dans le cinq de départ des Bulls et devient le second joueur de l'équipe en terme statistique, derrière Scottie Pippen. Toutefois, les Bulls risquent de ne pas participer aux play-offs. Mais le retour de Jordan, en mars, change les données et les Bulls se qualifient. Après une victoire sur les Hornets de Charlotte au premier tour, série au cours de laquelle Kukoč apporte 17,3 points de moyenne, les Bulls échouent face au Magic d'Orlando sur le score de 4 victoires à deux. Durant cette saison, la contribution de Kukoč devient évidente : il termine meilleur marqueur à 14 reprises, meilleur passeur à 31 reprises. Il passe la barre des vingt points à 20 reprises et franchit deux fois la barre des 30. Il établit également le premier triple-double de sa carrière NBA contre les Celtics de Boston avec 14 points, 10 rebonds, et 11 passes. Ses statistiques sont en hausse, avec 15,7 points de moyenne, 5,4 rebonds et 4,6 passes décisives.
Avec l'arrivée de Dennis Rodman, Phil Jackson replace Kukoč sur le banc. Avec 13,1 points, 4,0 rebonds et 3,5 passes en 26,0 minutes, il représente toutefois la troisième option offensive des Bulls qui, après avoir réalisé la meilleure saison de l'histoire de la NBA en remportant 72 victoires pour dix défaites lors de la saison régulière, retrouvent la finale NBA, face aux SuperSonics de Seattle, finale remportée sur le score de quatre victoires à deux. Sa saison est finalement récompensée du titre de NBA Sixth Man of the Year Award (meilleur sixième homme).
L'année suivante, il connaît ses premières blessures, ne jouant finalement que 57 rencontres. Ses statistiques, 13,2 points, 4,6 rebonds, 4,5 passes et 1,05 balles volées en 28,2 minutes, sont en baisse, mais il est toujours le troisième marqueur des Bulls. Ses statistiques chutent durant les play-offs avec 7,8 points et 2,8 rebonds par match. Cela n'empêche pas les Bulls de remporter un deuxième titre consécutif en disposant de la franchise du Jazz de l'Utah sur le score de quatre victoires à deux.
Pippen étant absent des 35 premiers matches de la saison 1997-1998, l'importance de Kukoč devient évidente pour soutenir Jordan. Il débute 52 des 74 matches de saison régulière qu'il dispute, manquant les autres rencontres pour une blessure au pied gauche. Il débute également la plupart des rencontres de play-offs, 17 sur les 21 rencontres, qui conduisent les Bulls à leur sixième titre, de nouveau face au Jazz de l'Utah. Lors de ces play-offs, il apporte 13,1 points, 3,9 rebonds et 2,9 passes en 30,3 minutes.
Cependant, la fin de l'ère Jordan est annoncée. Jerry Krause et Phil Jackson ne se mettent pas d'accord pour une nouvelle saison, condition que Jordan considère nécessaire pour la prolongation de sa carrière. Jordan annonce ainsi sa retraite. La plupart des autres joueurs sont échangés, dont Scottie Pippen qui rejoint les Rockets de Houston, ou signent dans d'autres franchises comme Dennis Rodman. Kukoč devient le leader des Bulls durant cette saison, réduite par le « lock-out » : il est le meilleur marqueur avec 18,8 points, rebondeur avec 7,0 et passeur, 5,3 passes, de l'équipe. Les Bulls, désormais dirigés par Tim Floyd, terminent avec un bilan de 13 victoires pour 37 défaites.
Le numéro un de la draft 1999 de la NBA, Elton Brand, est devenu le leader des Bulls. Kukoč apporte encore 10 points mais il fait ensuite partie d'un échange entre trois franchises, les Bulls, les Warriors de Golden State et les Sixers de Philadelphie qu'il rejoint en février. Malgré quelques bonnes performances, 23 points, 4 balles volées, 3 passes et 4 rebonds en 22 minutes pour sa première rencontre sous ses nouvelles couleurs, où un triple double en mars, 19 points, 10 rebonds et 10 passes, il ne parvient pas à convaincre son nouvel entraîneur Larry Brown, qui le cantonne sur le banc.
L'année suivante, il fait de nouveau l'objet d'un échange qui l'envoie, en compagnie de Theo Ratliff, chez les Hawks d'Atlanta, les Sixers récupérant Dikembe Mutombo. Il devient rapidement le leader des Hawks, terminant la saison à 19,7 points de moyenne. Il ajoute 5,7 rebonds et 6,2 passes et réalise l'exploit de réussir deux triples double en trois rencontres. Cependant, ses problèmes de pied l'empêchent de terminer la saison.
La saison suivante, ses statistiques sont de nouveau en baisse : il revient à 9,9 points, 3,7 rebonds et 3,6 passes dans une saison où il manque 23 rencontres en raison de différentes blessures.
Lors de l'intersaison suivante, en août 2002, il est de nouveau échangé : les Hawks récupèrent Glenn Robinson, Toni Kukoč et Leon Smith rejoignant de leur côté les Bucks de Milwaukee qui récupèrent également un premier tour de draft.
Il dispute quatre saisons dans cette dernière franchise. Même si son apport s'amenuise au fil des années, sa moyenne passant de 11,6 à 4,9. Durant cette période, il retrouve les play-offs lors de la saison 2003-2004, mais les Bucks sont éliminés lors du premier tour par les Pistons de Détroit.
À l'issue de la saison 2005-2006, il annonce la fin de sa carrière : les Bucks désirent rajeunir leur effectif et les Bulls, autre franchise proche de son domicile, cherchent eux un joueur majeur.
Il est ensuite conseiller spécial de Jerry Reinsdorf, le propriétaire des Bulls de Chicago.

### Carrière en équipe nationale
Il connaît ses premières sélections nationales avec les équipes de jeune, remportant le Championnat d'Europe des moins de 16 ans en 1985, puis le Championnat d'Europe junior l'année suivante. C'est surtout l'année suivante, lors du Championnat du monde junior, qu'il se fait connaître en obtenant le titre de « Most Outstanding Player » (MOP, « joueur le plus remarquable ») et remportant le titre mondial face aux Américains sur le score de 86 à 76. Quelques jours plus tôt, une rencontre avait déjà opposé les deux équipes, rencontre au cours de laquelle il réussit 11 tirs à trois points sur 12.
Durant ces années de jeunes, il fait équipe avec de futures stars du basket-ball yougoslave, Vlade Divac d'abord, puis son coéquipier de club Dino Rađa, Aleksandar Đorđević et Teoman Alibegović. Cette équipe junior est si talentueuse qu'elle se permet même de remporter des rencontres amicales face à des sélections nationales, et d'inquiéter et battre leur propre sélection nationale.
Il fait ses débuts avec cette dernière sélection en 1987 puis, l'année suivante, il participe aux Jeux olympiques de Séoul, remportant, aux côtés de Dražen Petrović, Rađa et Divac une médaille d'argent face à l'une des meilleures sélection URSS de l'histoire, composée d'Arvydas Sabonis, Šarūnas Marčiulionis ou Alexander Volkov, tous trois futurs joueurs de NBA.
L'année suivante, la sélection yougoslave remporte aisément le championnat d'Europe disputé à Zagreb. Elle bat en finale la Grèce sur le score de 98 à 76 après que cette dernière a éliminé l'URSS en demi-finale sur le score de 81 à 80.
En 1990, le premier rendez-vous important est les Goodwill Games de Seattle. Les Yougoslaves, privés de Divac et Petrović qui les rejoindront pour le prochain mondial, remportent la compétition en triomphant d'une équipe universitaire américaine, qui contient le futur joueur NBA Alonzo Mourning, sur le score de 85 à 79, Kukoč apportant 17 points et 10 passes décisives.
Lors du Championnat du monde disputé quelque temps après en Argentine, les Yougoslaves battent les États-Unis, composé d'universitaires, en demi-finale avant de triompher de l'URSS, désormais privé de ses stars lituaniennes Arvibas Sabonis, Valdemaras Chomičius, Rimas Kurtinaitis, Šarūnas Marčiulionis en raison de la proclamation d'indépendance de la Lituanie. Ils remportent la finale sur le score de 92 à 75, confirmant une précédente victoire en phase de poule sur le score de 100 à 77. Kukoč termine MVP de la compétition.
Le championnat d'Europe 1991, disputé en Italie, est la dernière compétition que cette génération dorée dispute ensemble. Les premières conséquences des événements se déroulant en Yougoslavie se répercutent sur la sélection nationale : le meneur slovène Jurij Zdovc se voit intimer l'ordre, par le ministre slovène des sports, de quitter l'équipe yougoslave. Quelques mois plus tard, la guerre est déclenchée et les anciens coéquipiers serbes, croates ou monténégrins n'évolueront plus sous le même maillot. Lors de la compétition, la Yougoslavie bat la France en demi-finale sur le score de 97 à 76 avant de triompher de l'Italie grâce à une victoire par 88 à 73. Kukoč reçoit son deuxième titre de MVP d'une grande compétition internationale.
En 1992 à Barcelone, Kukoč dispute son deuxième tournoi olympique sous ses nouvelles couleurs de la Croatie. Lors de cette compétition, il est opposé lors de la phase de poule à la Dream Team. Il est limité à quatre points à 2 sur 11 tirs tentés, et 7 pertes de balles, en raison d'une défense acharnée de Michael Jordan, sept balles volées en première mi-temps, et Scottie Pippen, dont la négociation de salaire avait été gelée en attendant les discussions de Jerry Krause, manager des Bulls, et Kukoč. La Croatie se débarrasse de l'Australie en quart de finale sur le score de 98 à 65 avant d'obtenir sa qualification pour la finale face à la Communauté des États indépendants (CEI) sur le score de 75 à 74. Après avoir réussi à tenir un temps les Américains en menant 25 à 23 après une dizaine de minutes, la Croatie limite la victoire américaine à 32 points (sur la compétition, les Américains remportent leurs rencontres par 43,8 points de moyenne). Pour sa part, Kukoč, grâce à 16 points et 9 passes décisives, prouve à ses futurs coéquipiers qu'il pourra les rejoindre à l'avenir.
Non présent lors du championnat d'Europe 1993, il retrouve la sélection croate pour le mondial 1994 disputé au Canada, compétition où la Croatie termine à la troisième place, battant la Grèce 78 à 60 après avoir échoué en demi-finale face à la Russie sur le score de 66 à 64. Les États-Unis, pour leur part, remportent le titre mondial.
En 1995, la Yougoslavie est revenue sur la scène internationale. La Croatie est éliminée en demi-finale par la Lituanie sur le score de 90 à 70 avant de remporter la médaille de bronze face à la Grèce sur le score de 73 à 68. Lors de la cérémonie de remise des médailles, les croates, après avoir reçu leurs médailles, quittent le podium avant que leurs anciens coéquipiers, en particulier Divac et Đorđević, soient honorés pour leur victoire 96 à 90 sur la Lituanie. Durant cette compétition, il a réussi un triple-double avec 15 points, 12 rebonds et 11 passes décisives face à la Finlande. Sur le total de la compétition, ses statistiques sont de 15,3 points, 7,6 rebonds et 5,3 passes.
Malgré la présence de leurs plus grands joueurs, Rađa et Kukoč, les Croates ne réussissent pas leur tournoi olympique d'Atlanta, perdant en quart de finale face au Canada et terminant finalement à la septième place.
Après une absence lors du championnat d'Europe 1997, il retrouve sa sélection nationale pour le championnat d'Europe 1999. La Croatie, privée de quelques joueurs majeurs comme Stojko Vranković, Tabak, Radja, Arijan Komazec, termine à la neuvième place. Kukoč, avec 6,3 passes décisives, termine à la première place du classement des passeurs et est élu dans le cinq majeur.

## Clubs successifs
- 1985-1991 :  Jugoplastika Split.
- 1991-1993 :  Benetton Trévise.
- 1993-2000 :  Bulls de Chicago.
- 2000-2001 :  76ers de Philadelphie.
- 2001-2002 :  Hawks d'Atlanta.
- 2002-2006 :  Bucks de Milwaukee.

## Palmarès

### En club
En Europe
- Champion d'Europe en 1989, 1990 et 1991 avec Jugoplastika Split.
- 3 titres de meilleur joueur européen de l'année.
- Euroscar Award en 1990, 1991, 1994, 1996 et 1998.
- Mr. Europa en 1990,1991,1992 et 1996.

En NBA
- 3 titres de Champion NBA avec les Bulls de Chicago 1996, 1997 et 1998.
- 3 titres de Champion de la Conférence Est avec les Bulls de Chicago en 1996, 1997 et 1998.
- 3 titres de Champion de la Division Centrale avec les Bulls de Chicago en 1996, 1997 et 1998.
- NBA Sixth Man of the Year en 1996.

### En équipe nationale
- Jeux olympiques d'été.
  -  Médaille d'argent aux Jeux olympiques d'été de 1992 avec la Croatie.
  -  Médaille d'argent aux Jeux olympiques d'été de 1988 avec la Yougoslavie.
- Championnat du monde.
  -  Champion du monde 1990 avec la République fédérale de Yougoslavie.
  -  Médaille de bronze au Championnat du monde 1994 avec la Croatie.
- Championnat d'Europe
  -  Champion d'Europe 1991 avec la République fédérale de Yougoslavie.
  -  Champion d'Europe 1989 avec la République fédérale de Yougoslavie.
  -  Médaille de bronze au Championnat d'Europe 1995 avec la Croatie.
  -  Médaille de bronze au Championnat d'Europe 1987 avec la République fédérale de Yougoslavie.

## Statistiques

### Saison régulière
Les statistiques en saison régulière NBA de Toni Kukoč :
| Champion NBA |

Gras : Ses meilleures performances en carrière
| Saison     | Équipe       | Matchs | Titul. | Min./m | % Tir | % 3pts | % LF | Rbds/m. | Pass/m. | Int/m. | Ctr/m. | Pts/m. |
| ---------- | ------------ | ------ | ------ | ------ | ----- | ------ | ---- | ------- | ------- | ------ | ------ | ------ |
| 1993-1994  | Chicago      | 75     | 8      | 24.1   | .431  | .271   | .743 | 4.0     | 3.4     | 1.1    | 0.4    | 10.9   |
| 1994-1995  | Chicago      | 81     | 55     | 31.9   | .504  | .313   | .748 | 5.4     | 4.6     | 1.3    | 0.2    | 15.7   |
| 1995-1996† | Chicago      | 81     | 20     | 26.0   | .490  | .403   | .772 | 4.0     | 3.5     | 0.8    | 0.3    | 13.1   |
| 1996-1997† | Chicago      | 57     | 15     | 28.2   | .471  | .331   | .770 | 4.6     | 4.5     | 1.1    | 0.5    | 13.2   |
| 1997-1998† | Chicago      | 74     | 52     | 30.2   | .455  | .362   | .708 | 4.4     | 4.2     | 1.0    | 0.5    | 13.3   |
| 1998-1999  | Chicago      | 44     | 44     | 37.6   | .420  | .285   | .740 | 7.0     | 5.3     | 1.1    | 0.3    | 18.8   |
| 1999-2000  | Chicago      | 24     | 23     | 36.2   | .381  | .231   | .761 | 5.4     | 5.2     | 1.8    | 0.8    | 18.0   |
| 1999-2000  | Philadelphie | 32     | 8      | 28.6   | .438  | .289   | .673 | 4.5     | 4.4     | 1.0    | 0.3    | 12.4   |
| 2000-2001  | Philadelphie | 48     | 5      | 20.4   | .458  | .410   | .591 | 3.4     | 1.9     | 0.7    | 0.1    | 8.0    |
| 2000-2001  | Atlanta      | 17     | 14     | 36.4   | .492  | .481   | .681 | 5.7     | 6.2     | 0.8    | 0.3    | 19.7   |
| 2001-2002  | Atlanta      | 59     | 9      | 25.3   | .419  | .310   | .712 | 3.7     | 3.6     | 0.8    | 0.3    | 9.9    |
| 2002-2003  | Milwaukee    | 63     | 0      | 27.0   | .432  | .361   | .706 | 4.2     | 3.7     | 1.3    | 0.5    | 11.6   |
| 2003-2004  | Milwaukee    | 73     | 0      | 20.8   | .417  | .292   | .729 | 3.7     | 2.7     | 0.8    | 0.3    | 8.4    |
| 2004-2005  | Milwaukee    | 53     | 6      | 20.7   | .410  | .362   | .721 | 3.0     | 3.0     | 0.7    | 0.2    | 5.6    |
| 2005-2006  | Milwaukee    | 65     | 0      | 15.7   | .389  | .306   | .714 | 2.3     | 2.1     | 0.5    | 0.3    | 4.9    |
| Carrière   | Carrière     | 846    | 259    | 26.3   | .447  | .335   | .729 | 4.2     | 3.7     | 1.0    | 0.3    | 11.6   |

### Playoffs
Les statistiques en playoffs NBA de Toni Kukoč :
| Saison   | Équipe       | Matchs | Titul. | Min./m | % Tir | % 3pts | % LF | Rbds/m. | Pass/m. | Int/m. | Ctr/m. | Pts/m. |
| -------- | ------------ | ------ | ------ | ------ | ----- | ------ | ---- | ------- | ------- | ------ | ------ | ------ |
| 1994     | Chicago      | 10     | 0      | 19.4   | .448  | .421   | .735 | 4.0     | 3.6     | 0.5    | 0.3    | 9.3    |
| 1995     | Chicago      | 10     | 10     | 37.2   | .477  | .438   | .692 | 6.8     | 5.7     | 1.0    | 0.2    | 13.8   |
| 1996†    | Chicago      | 15     | 5      | 29.3   | .391  | .191   | .838 | 4.2     | 3.9     | 0.9    | 0.3    | 10.8   |
| 1997†    | Chicago      | 19     | 0      | 22.3   | .360  | .358   | .707 | 2.8     | 2.8     | 0.7    | 0.2    | 7.9    |
| 1998†    | Chicago      | 21     | 17     | 30.3   | .486  | .377   | .645 | 3.9     | 2.9     | 1.2    | 0.5    | 13.1   |
| 2000     | Philadelphie | 10     | 0      | 25.7   | .419  | .324   | .588 | 3.1     | 1.7     | 1.0    | 0.3    | 9.3    |
| 2003     | Milwaukee    | 6      | 0      | 30.7   | .492  | .379   | .700 | 4.2     | 3.7     | 2.2    | 0.2    | 14.8   |
| 2004     | Milwaukee    | 5      | 0      | 21.0   | .500  | .333   | .500 | 2.8     | 0.8     | 0.6    | 0.4    | 8.4    |
| 2006     | Milwaukee    | 3      | 0      | 17.7   | .571  | .625   | .500 | 1.7     | 3.0     | 0.3    | 0.0    | 7.3    |
| Carrière | Carrière     | 99     | 32     | 26.9   | .440  | .342   | .697 | 3.9     | 3.2     | 1.0    | 0.3    | 10.7   |